# Universidade Comunista dos Trabalhadores do Oriente
A Universidade Comunista dos Trabalhadores do Oriente, sigla  KUTV,  foi uma Instituição de ensino superior da União Soviética fundada em 21 de abril de 1921, com sede em Moscou,  por resolução da Internacional Comunista e inaugurada em 21 de outubro de 1921. Em 1930 foi descentralizada e suas funções foram repassadas para um número maior de Instituições de ensino superior. Conhecida também como Universidade do Extremo Oriente e seu reitor foi o pensador Karl Radek.

## Currículo
A organização curricular da KUTV era voltada, principalmente, aos estudos da realidade tendo em vista a filosofia da política comunista. O rol de disciplinas tinha:
- Teoria marxista
- Organização partidária e propaganda
- Direito e administração
- Teoria e tática da revolução proletária
- Problemas sociais
- Construção e organização sindical

## Alguns alunos
- Khertek Anchimaa-Toka, presidente de Tuva a primeira mulher a presidir um pais, em 1940 a 1944.
- Chiang Ching-kuo,  presidente da China
- Liu Shaoqi,  presidente da China
- Deng Xiaoping,  presidente da China
- Ho Chi Minh,  presidente do Vietnã
- Harry Haywood,  membro do Partido Comunista dos Estados Unidos.

## Referência bibliográfica
Grande Enciclopédia Soviética,  Grande Enciclopédia Russa.